# Alex and Co
Penny sur M.A.R.S.
Alex and Co (Alex & Co) est une sitcom italienne en 55 épisodes de 22 minutes créée par Marina Efron Versiglia et produite par la Walt Disney Company.
Elle a été diffusée du 11 mai 2015 au 29 juin 2017 sur Disney Channel (Italie) en version originale, puis en France du 4 novembre 2015 au 20 février 2019 sur Disney Channel (France) en version française.
La série est disponible sur la plateforme Disney+, depuis le 7 août 2020.

## Synopsis

### Saison 1
Alex entre à l'institution Melsher avec Nicole et Christian, ses amis d'enfance. Il fait la connaissance d'Emma, une jolie fille qui rêve de chanter même si cela déplait à son père, Augusto Ferrari, directeur du lycée. Alex et Emma tombent amoureux dès le premier regard. Par la suite, les quatre amis rencontrent Sam, un bon élève qui tombe amoureux de Nicole. Tous sont fans de musique bien que M. Ferrari souhaite que les élèves se concentrent sur leurs études.
À la suite d'une mauvaise blague que leur joue Linda, la fille la plus populaire de l'école, ils découvrent une pièce secrète remplie d'instruments de musique. Ils commencent à composer secrètement des chansons sous le nom de Sound Aloud avec l'aide de leur professeur, Giovanni Belli. Mais quand la notoriété du groupe commence à grandir, Linda et son petit ami Tom décident de mettre au point un plan pour les détruire. Pendant ce temps Alex se rend compte qu'il est amoureux de Nicole qui l'aimait depuis le début. Sam, lui, décide de passer à autre chose.

### Saison 2
L'été est fini. Alex et son frère Joe apprennent que la famille va déménager aux États-Unis mais la grossesse de leur mère contrecarre le projet, au grand soulagement des garçons. Entre-temps, les Sound Aloud décident de participer à l'émission The Talent sous le nom d'« Alex & Co ». Linda décide aussi de concourir en formant un groupe avec Rebecca et Samantha : les Lindas.
Alex et ses amis commencent une nouvelle année scolaire à l'institution Melsher. Victoria Williams, la mère de Linda, en étant la propriétaire, elle installe de nouvelles règles et fait tout pour renvoyer le directeur. De son côté Christian tombe amoureux d'Emma et fait tout son possible pour la conquérir. Quant à Sam, il tombe amoureux de Rebecca et ils sortent ensemble sans que leurs groupes le sachent.

### Saison 3

#### Première partie
Les Alex & Co se retrouvent en studio d'enregistrement, pour enregistrer leur premier disque, mais Emma rencontre un sérieux problème à la voix et se doit de quitter le groupe le temps de son opération à San Diego. De son côté, Nicole a quitté le groupe ainsi qu'Alex et aide Sara, une vieille connaissance, à sauver le Blue Factory, un théâtre qui est menacé d'être détruit. Après leur humiliation à The Talent, Linda et sa mère sont parties en retraite spirituelle et à son retour Linda adopte un comportement très étrange. Une nouvelle élève arrive à l'institution Melsher appelée Clio et attire très vite l'attention d'Alex qui essaie avec tant de mal d'apprendre à la connaître et apprendra très vite que Clio a un secret. Les Alex & Co qui risquaient de perdre leur contrat seront obligés d'intégrer les Lindas au groupe. Mais très vite, leurs chansons devenaient catastrophiques, alors Alex a proposé une chanson qu'il a écrite mais Diana l'a refusée. Furieux, Alex décide d'écrire une chanson : I am Nobody, et de se créer une identité anonyme (Nobody).
Très vite Nobody devient populaire sur Internet, Nicole est tombée sous son charme mais Clio le déteste. Plus tard Alex est devenu le petit ami de Clio. Sam et Christian découvrent qu'Alex est Nobody et décident de garder le secret. À son retour, Emma ne veut plus chanter. Mais c'est sans compter sur l'aide de sa meilleure amie : Nicole, qui va lui redonner gout à la musique. Ce qui va faire renaître le groupe des Alex & Co. Pour essayer de sauver le Blue Factory Sara et Nicole ont l'idée d'organiser une collecte de fond sous forme de concert, sans succès… Mais grâce à une vidéo de Nobody faite sur le site du Blue Factory les billets s'envolent et toutes les places sont remplies mais un événement va semer le doute…

#### Deuxième partie
Au début de sa prestation au Blue Factory, Alex décide de ne plus cacher son identité et de dévoiler son visage au public. Nicole lui en veut mais finit par lui pardonner, tout comme Clio. Clio retente sa chance à un concours de danse abandonné au passé et Nicole a découvert une nouvelle passion pour l'écriture de paroles, et décide d'envoyer un email avec ses paroles. En écrivant des paroles au parc elle se rend compte qu'en réalité elle n'est pas amoureuse de Nobody mais qu'elle est toujours amoureuse d'Alex. Durant la saison 3, Sam et Christian ne seront plus présents, ce qui veut dire que Rebecca ainsi qu'Emma ne sont plus en couple. Ce qui va laisser le champ libre à deux nouveaux prétendants, le jeune serveur Matt pour Rebecca et le fils turbulent de Nina, Ray qui essayera tant bien que mal de séduire Emma. Elle n'est pas réceptive et conclut un plan avec Alex : faire semblant de sortir ensemble pour éloigner Ray d'Emma et rendre Clio jalouse ; les Alex & Co sont réconciliés, mais c'est sans compter sur les Linda's composée cette fois-ci de : Linda, Samantha, et de la nouvelle venue qui remplacera Rebecca : la sœur de Rebecca, Jade. Aidées de l'ex de Clio, Yvan, elles vont tout tenter pour détruire ce qui reste des Alex & Co…

## Fiche technique
- Titre original : Alex & Co
- Titre français : Alex & Co
- Création : Marina Efron Versiglia
- Réalisation : Claudia Norzas : Marina Efron Versiglia, Maria Carmen López-Areal Garcia, Costanza Novick, Ángela Obón, Benjamín Herranz
- Direction artistique : Patrizia Rota
- Costumes : Cristina Audisio
- Photographie : Mauro Marchetti
- Montage : Federico Barbieri, Antonio Iacoviello, Antonio Prestia, Riccardo Sgalambro, Riccardo Tessa
- Musique : Federica Camba, Daniele Coro, Enrico Sibilla, Gaetano Cappa
- Production : Piero Crispino ; Nadia Grippiolo, Lucio Wilson (exécutifs)
- Sociétés de production : The Walt Disney Company Italia, 3Zero2
- Société de distribution : Disney Channel
- Pays :  Italie
- Langue : italien
- Format : Couleur - 16/9 - son stéréo
- Genre : sitcom
- Nombre d'épisodes : 55 (3 saisons et 4 épisodes spéciaux)
- Durée : 22 minutes
- Dates de première diffusion : 
  - Italie : 11 mai 2015
  - France : 4 novembre 2015

## Distribution

### Acteurs principaux
- Leonardo Cecchi : Alex Léoni/Nobody (saisons 1 à 3)
- Eleonora Gaggero : Nicole De Ponte (saisons 1 à 3)
- Beatrice Lucia Vendramin : Emma Ferrari (saisons 1 à 3)
- Saul Nanni : Christian Alessi (saisons 1 à 3 partie 1)
- Federico Russo : Samuel « Sam » Costa (saisons 1 à 3 partie 1)
- Giulia Guerrini : Rebecca (saison 3, secondaire saisons 1 à 2)
- Riccardo Almanni : Riccardo « Ray » (saison 3 partie 2, secondaire saison 3 partie 1)
- Miriam Dossena : Clio (saison 3)
- Luca Valenti : Matt (spécial, secondaire saison 3 partie 2)
- Olivia-Mai Barett : Penny Mendez (spécial)

### Acteurs récurrents
- Roberto Citran : Augusto Ferrari (saisons 1 à 3)
- Debora Villa : Nina (saisons 1 à 3)
- Nicola Stravalaci : Strozzi (saisons 1 à 3)
- Michele Cesari : Giovanni Belli (saisons 1 à 3)
- Lucrezia Roberta di Michele : Linda Rossetti (saisons 1 à 3)
- Asia Corvino : Samantha (saisons 1 à 3)
- Anis Romdhane : Barto (saisons 1 à 2)
- Daniele Rampello : Tom (saisons 1 à 2)
- Gabriella Franchini : Wilma (saisons 1 à 2)
- Elena Lietti : Elena Leoni (saisons 1 à 2)
- Enrico Oetiker : Joe Leoni (saisons 1 à 2)
- Massimilliano Magrin : Diego Leoni (saisons 1 à 2)
- Jgor Barbazza : Igor Alessi (saison 1)
- Linda Coliini : Monica Alessi (saison 1)
- Sara Ricci : Sara De Ponte (saison 1)
- Riccardo Festa : Rick De Ponte (saison 1)
- Chiara Iezzi : Victoria Williams (saison 2)
- Jacopo Coleschi : David (saison 2)
- Jody Ceccheto : Jody (saison 2)
- Sara Borsarelli : Dianna Jones (saison 3)
- Enrica Pintore : Sara (saison 3)
- Paolo Fantoni : Ivan (saison 3)
- Arianna Amadei : Giada (Jade en VF) (saison 3)
- Michelle Carpente : Erika (saison 3 et spécial)
- Shanonn Gasking : Camilla Yong (spécial)
- Merissa Porter : Bakia (spécial)
- Ben Richards : Freddy Wolf (spécial)
- Sara d'Amario : Sara De Ponte (spécial)
- Yvonne Giovanniello : Sonia (spécial)
- Massimilliano Varrese : Arturo (spécial)

### Acteurs invités
- Lubna Gourion (saison 2)
- The Vamps (saison 3)

## Épisodes
| Saison   | Épisodes | Épisodes | Italie            | Italie           | France            | France            |
| Saison   | Épisodes | Épisodes | Début             | Fin              | Début             | Fin               |
| -------- | -------- | -------- | ----------------- | ---------------- | ----------------- | ----------------- |
| 1        | 13       | 13       | 11 mai 2015       | 27 mai 2015      | 4 novembre 2015   | 27 janvier 2016   |
| 2        | 18       | 18       | 27 septembre 2015 | 29 novembre 2015 | 6 avril 2016      | 1er juin 2016     |
| 3        | 20       | 10       | 24 septembre 2016 | 22 octobre 2016  | 10 avril 2017     | 21 avril 2017     |
| 3        | 20       | 10       | 21 janvier 2017   | 18 février 2017  | 29 mai 2017       | 9 juin 2017       |
| Film     | Film     | Film     | 24 novembre 2016  | 24 novembre 2016 | 27 septembre 2017 | 27 septembre 2017 |
| Spéciaux | 4        | 4        | 26 juin 2017      | 29 juin 2017     | 20 février 2019   | 20 février 2019   |

### Saison 1 (2015)
Constituée de 13 épisodes, la 1re saison est diffusée initialement du 11 au 27 mai 2015 en Italie.
En France, elle a été diffusée du 4 novembre 2015 jusqu’au 27 janvier 2016.
1. Le Premier Jour de lycée
2. Tous pour la musique
3. La Naissance d'un groupe
4. Une nouvelle chanson
5. Une amitié
6. Le Clip vidéo
7. Élection et Réconciliation
8. La Maison de disque
9. La Soirée déguisée
10. Amour, Amitié
11. Le Flash Rock Festival
12. Le Concours inter-scolaire
13. Le Concert de fin d'année

### Saison 2 (2015)
Constituée de 18 épisodes, la 2e saison est diffusée initialement du 27 septembre au 29 novembre 2015 en Italie.
En France elle a été diffusée du 6 avril 2016 au 1er juin 2016.
1. La Rentrée
2. Le Plan parfait
3. Les Cours de soutien
4. Jamais sans Alex
5. Tournage au lycée
6. Des juges impitoyables
7. Le Piège de Linda
8. Tout pour la musique
9. Joyeux Anniversaire
10. Le Dilemme
11. Une nouvelle épreuve
12. La Photo de trop
13. Sam et son secret
14. Les Révélations de Sam
15. La Fin d'une histoire
16. Raison ou Sentiments
17. Réconciliation
18. La Finale

### Saison 3 (2016-2017)
La saison 3 est diffusée du 24 septembre 2016 au 18 février 2017 en Italie. Elle est divisée en deux parties de 10 épisodes chacune. Elle est diffusée du 10 avril 2017 au 9 juin 2017 en France. 

#### Partie 1
Première partie : La première partie est diffusée du 24 septembre 2016 au 22 octobre 2016. En France elle est diffusée du 10 avril 2017 au 21 avril 2017 sur Disney Channel. 
1. Les Retrouvailles
2. Audition en urgence
3. Séance photo
4. Désillusion
5. Le Chanteur mystérieux
6. Boys, Girls, Pop-Corn
7. Une sage décision
8. Retour à la case départ
9. Sauvons le Blue Factory!
10. Le Concert

#### Partie 2
Deuxième partie : La deuxième partie est diffusée du 21 janvier 2017 au 18 février 2017 en Italie. En France elle est diffusée du 29 mai 2017 au 9 juin 2017 sur Disney Channel. Sam et Christian ne sont plus présents dans la deuxième partie mais de nouveaux personnages apparaissent : Yvan, Raymond (surnommé Ray) et Matt.
1. Célébrité soudaine
2. Plan romantique, plan de vengeance
3. Ivan et les Lindas
4. Le Trac
5. Amour naissant
6. Le Concours
7. L'Imposteur
8. La Vérité sur Matt
9. L'union fait la force
10. Le Défi Nobody

### Épisodes spéciaux (2017)
Quatre épisodes spéciaux ont été annoncés en février 2017 et le 7 avril 2017 Disney Channel confirme qu'ils seront diffusés en du 26 au 29 juin 2017. 
En France ils sont diffusés le 20 février 2019.
1. L'accident
2. Tout pour Nicole
3. L'univers te devra une faveur
4. Ensemble pour toujours

## Discographie

### We Are One (2016)
Albums
Welcome to Your Show (2016)
Singles
1. Music Speaks
Sortie : 27 juin 2015
2. We Are One
Sortie : 30 novembre 2015
3. Incredibile
Sortie : 31 janvier 2016

#### Titres
1. Music Speaks, chanté par Leonardo Cecchi, Beatrice Vendramin, Eleonora Gaggero, Saul Nanni et Federico Russo.
2. All The While, chanté par Leonardo Cecchi et Eleonora Gaggero.
3. Unbelievable, chanté par Leonardo Cecchi, Beatrice Vendramin, Eleonora Gaggero, Saul Nanni et Federico Russo.
4. Truth or Dare, chanté par Leonardo Cecchi, Beatrice Vendramin, Eleonora Gaggero, Saul Nanni et Federico Russo.
5. We are one, chanté par Leonardo Cecchi, Beatrice Vendramin, Eleonora Gaggero, Saul Nanni et Federico Russo.
6. Likewise, chanté par Giulia Guerrini et Federico Russo.
7. Oh My Gloss!, chanté par Lucrezia Roberta di Michele, Giulia Guerrini et Asia Corvino.
8. Incredibile (version italienne de Unbelievable), chanté Leonardo Cecchi et Beatrice Vedramin.
9. Music Speaks Remix, chanté par Leonardo Cecchi, Beatrice Vendramin, Eleonora Gaggero, Saul Nanni et Federico Russo.
10. Wake Up (Bonus Track), chanté par The Vamps.

### Welcome to Your Show(2016)
Albums
We Are One (2016)
Singles
1. Welcome to Your Show
Sortie : 25 octobre 2016

#### Titres
1. Music Speaks, chanté par Leonardo Cecchi, Beatrice Vendramin, Eleonora Gaggero, Saul Nanni et Federico Russo.
2. All The While, chanté par Leonardo Cecchi et Eleonora Gaggero.
3. Unbelievable, chanté par Leonardo Cecchi, Beatrice Vendramin, Eleonora Gaggero, Saul Nanni et Federico Russo.
4. Truth or Dare, chanté par Leonardo Cecchi, Beatrice Vendramin, Eleonora Gaggero, Saul Nanni et Federico Russo.
5. We are one, chanté par Leonardo Cecchi, Beatrice Vendramin, Eleonora Gaggero, Saul Nanni et Federico Russo.
6. Likewise, chanté par Giulia Guerrini et Federico Russo.
7. Oh My Gloss!, chanté par Lucrezia Roberta di Michele, Giulia Guerrini et Asia Corvino.
8. Incredibile (version italienne de Unbelievable), chanté Leonardo Cecchi et Beatrice Vedramin.
9. Music Speaks Remix, chanté par Leonardo Cecchi, Beatrice Vendramin, Eleonora Gaggero, Saul Nanni et Federico Russo.
10. I Am Nobody, chanté par Leonardo Cecchi.
11. Welcome to Your Show, chanté par Leonardo Cecchi, Beatrice Vendramin, Eleonora Gaggero, Saul Nanni et Federico Russo.
12. So Far Yet so Close, chanté par Beatrice Vendramin et Riccardo Alemanni.
13. The Magic of Love, chanté par Leonardo Cecchi.
14. I Can See the Stars, chanté par Leonardo Cecchi.
15. The Strawberry Place, chanté par Leonardo Cecchi.

## Transmission internationale

### Première saison
| Pays | Chaine                                | Première diffusion | Titre                 |
| --- | ------------------------------------- | ------------------ | --------------------- |
| Italie | Disney Channel Italie                 | 11 mai 2015        | Alex & Co             |
| Îles Åland Suède Norvège Danemark Finlande Islande | Disney Channel Scandinavie            | 13 octobre 2015    | Alex & Co             |
| Pologne | Disney Channel Pologne                | 17 octobre 2015    | Alex i spółka         |
| France | Disney Channel France                 | 4 novembre 2015    | Alex & Co             |
| Pays-Bas Belgique | Disney Channel Pays-Bas et Belgique   | 22 novembre 2015   | Alex & Co             |
| Espagne | Disney Channel Espagne                | 11 janvier 2016    | Alex & Friends        |
| Roumanie | Disney Channel Roumanie               | 1er février 2016   | Alex și trupa         |
| Bulgarie | Disney Channel Bulgarie               | 1er février 2016   | Групата на Алекс      |
| République tchèque Slovaquie | Disney Channel République tchèque     | 6 février 2016     | Alex & spol.          |
| Hongrie | Disney Channel Hongrie                | 6 février 2016     | Alex és bandája       |
| Grèce | Disney Channel Grèce                  | 3 mars 2016        | Ο Άλεξ κι η Παρέα του |
| Arabie saoudite | Disney Channel Middle East et MBC4    | 3 mars 2016        | Alex & Co             |
| Serbie Croatie Bosnie-Herzégovine Macédoine Monténégro | Disney Channel Balcan                 | 3 mars 2016        | Alex & Co             |
| Afrique du Sud | Disney Channel Afrique du Sud         | 3 mars 2016        | Alex & Co             |
| Allemagne Autriche Suisse Liechtenstein | Disney Channel Allemagne              | 24 avril 2016      | Alex & Co             |
| Royaume-Uni Irlande | Disney Channel Royaume-Uni et Irlande | 24 juin 2017       | Alex & Co             |
| Argentine Bolivie Chili Colombie Cuba Costa Rica Équateur Salvador Guatemala Haïti Honduras Nicaragua Mexique Panama Paraguay Pérou République dominicaine Uruguay Venezuela | Disney Channel Amérique latine        | 25 septembre 2017  | Alex & Co             |
| Brésil | Disney Channel Brésil                 | 25 septembre 2017  | Alex & Co             |
| Turquie | Disney Channel Turquie                | 23 novembre 2019   | Alex ve Tayfası       |
| Portugal | Sic K                                 | 28 septembre 2020  | Alex & Companhia      |

### Deuxième saison
| Pays | Chaine                                | Première diffusion | Titre                 |
| --- | ------------------------------------- | ------------------ | --------------------- |
| Italie | Disney Channel Italie                 | 27 septembre 2015  | Alex & Co             |
| Pologne | Disney Channel Pologne                | 7 mars 2016        | Alex i spółka         |
| France | Disney Channel France                 | 6 avril 2016       | Alex & Co             |
| Pays-Bas Belgique | Disney Channel Pays-Bas et Belgique   | 3 juin 2016        | Alex & Co             |
| Grèce | Disney Channel Grèce                  | 7 juin 2016        | Ο Άλεξ κι η Παρέα του |
| Arabie saoudite | Disney Channel Moyen-Orient et MBC4   | 7 juin 2016        | Alex & Co             |
| Serbie Croatie Bosnie-Herzégovine Macédoine Monténégro | Disney Channel Balcan                 | 7 juin 2016        | Alex & Co             |
| Afrique du Sud | Disney Channel Afrique du Sud         | 7 juin 2016        | Alex & Co             |
| Allemagne Autriche Suisse Liechtenstein | Disney Channel Allemagne              | 25 juin 2016       | Alex & Co             |
| Espagne | Disney Channel Espagne                | 12 septembre 2016  | Alex & Friends        |
| Roumanie | Disney Channel Roumanie               | 10 octobre 2016    | Alex și trupa         |
| Bulgarie | Disney Channel Bulgarie               | 10 octobre 2016    | Групата на Алекс      |
| République tchèque Slovaquie | Disney Channel République tchèque     | 10 octobre 2016    | Alex & spol.          |
| Hongrie | Disney Channel Hongrie                | 10 octobre 2016    | Alex és bandája       |
| Argentine Bolivie Chili Colombie Cuba Costa Rica Équateur Salvador Guatemala Haïti Honduras Nicaragua Mexique Panama Paraguay Pérou République dominicaine Uruguay Venezuela | Disney Channel Amérique latine        | 16 octobre 2017    | Alex & Co             |
| Brésil | Disney Channel Brésil                 | 16 octobre 2017    | Alex & Co             |
| Royaume-Uni Irlande | Disney Channel Royaume-Uni et Irlande | 2 janvier 2018     | Alex & Co             |
| Turquie | Disney Channel Turquie                | 29 décembre 2019   | Alex ve Tayfası       |

### Troisième saison
| Pays                                                   | Chaine                                | Première diffusion | Titre                 |
| ------------------------------------------------------ | ------------------------------------- | ------------------ | --------------------- |
| Italie                                                 | Disney Channel Italie                 | 24 septembre 2016  | Alex & Co             |
| France                                                 | Disney Channel France                 | 4 mars 2017        | Alex & Co             |
| Espagne                                                | Disney Channel Espagne                | 20 mars 2017       | Alex & Friends        |
| Grèce                                                  | Disney Channel Grèce                  | 3 avril 2017       | Ο Άλεξ κι η Παρέα του |
| Arabie saoudite                                        | Disney Channel Middle East et MBC4    | 3 avril 2017       | Alex & Co             |
| Serbie Croatie Bosnie-Herzégovine Macédoine Monténégro | Disney Channel Balcan                 | 3 avril 2017       | Alex & Co             |
| Afrique du Sud                                         | Disney Channel Afrique du Sud         | 3 avril 2017       | Alex & Co             |
| Pologne                                                | Disney Channel Pologne                | 24 avril 2017      | Alex i spółka         |
| République tchèque Slovaquie                           | Disney Channel République tchèque     | 24 avril 2017      | Alex & spol.          |
| Hongrie                                                | Disney Channel Hongrie                | 24 avril 2017      | Alex és bandája       |
| Roumanie                                               | Disney Channel Roumanie               | 8 mai 2017         | Alex și trupa         |
| Bulgarie                                               | Disney Channel Bulgarie               | 8 mai 2017         | Групата на Алекс      |
| Pays-Bas Belgique                                      | Disney Channel Pays-Bas et Belgique   | 14 octobre 2017    | Alex & Co             |
| Royaume-Uni Irlande                                    | Disney Channel Royaume-Uni et Irlande | 17 mars 2018       | Alex & Co             |
| Turquie                                                | Disney Channel Turquie                | 1er février 2020   | Alex ve Tayfası       |

### Épisodes spéciaux
| Pays   | Chaine                | Première diffusion | Titre     |
| ------ | --------------------- | ------------------ | --------- |
| Italie | Disney Channel Italie | 26 juin 2017       | Alex & Co |
| France | Disney Channel France | 20 février 2019    | Alex & Co |

## Autour de la série

### Film
En décembre 2015, Disney Channel annonce qu'un film inspiré de la série devrait sortir à la fin de l'année 2016 en Italie. Luis Prieto est chargé de la réalisation de ce film, sur un scénario de Gennaro Nunziante. Prieto est finalement remplacé par Luca Lucini et Alex and Co, le film (Come diventare grandi nonostante i genitori) sort le 24 novembre 2016 en Italie, le 27 septembre 2017 en France sur Disney Channel (France).

### Radio Alex
Il s'agit de la radio d'Alex. 
Il y a des invités (des personnages de la série) dans certains épisodes, tel que Nina, Emma, Nicole, Rebecca ou Samantha.
Il y a 50 épisodes et le premier est sorti le 8 février 2016.
Les épisodes sont publiés sur YouTube.

### Selfies
Dans les selfies chaque personnages d'Alex & Co donnent leur impressions.
Saison 1 : Il y a 39 selfies dans la saison 1, seulement Alex, Sam, Emma, Nicole et Christian apparaissent. 
Saison 2 : Il y a 53 selfies dans la saison 2.Cette fois Linda, Samantha, Rebecca, Tom et Barto apparaissent aussi.
Saison 3 : Il y a 60 selfies dans la saison 3. Clio (un nouveau personnage) apparait également. Dans la deuxième partie de la saison 3, Sam et Christian ont quitté la série. 2 nouveaux personnages : Matt et Ray (le fils de Nina) apparaissent dans la deuxième partie de la saison 3 et apparaissent aussi dans les selfies.

### Épisodes Spéciaux
En février 2017 des épisodes spéciaux ont été annoncés. Le 7 avril 2017, 4 épisodes ont été confirmés et seront diffusés en juin 2017. Le tournage a commencé le 14 avril 2017.